# 皇后區社區學院
皇后社區學院（英語：Queensborough Community College, QCC），美國纽约市立大学七个社区学院之一。它地处纽约州纽约市皇后区贝塞，在校生人数15,000名。
1959年，皇后社區學院建立，隶属纽约州立大学，后于1965年转移到纽约市立大学系统下。它的任务是帮助学生升入四年制大学，或是为就业做准备。学院提供超过20种副学士学位课程以及证书认证、继续教育项目。皇后社區學院通过了美国中部教育协会（Middle States Association of Colleges and Schools）的认证。

## 校园

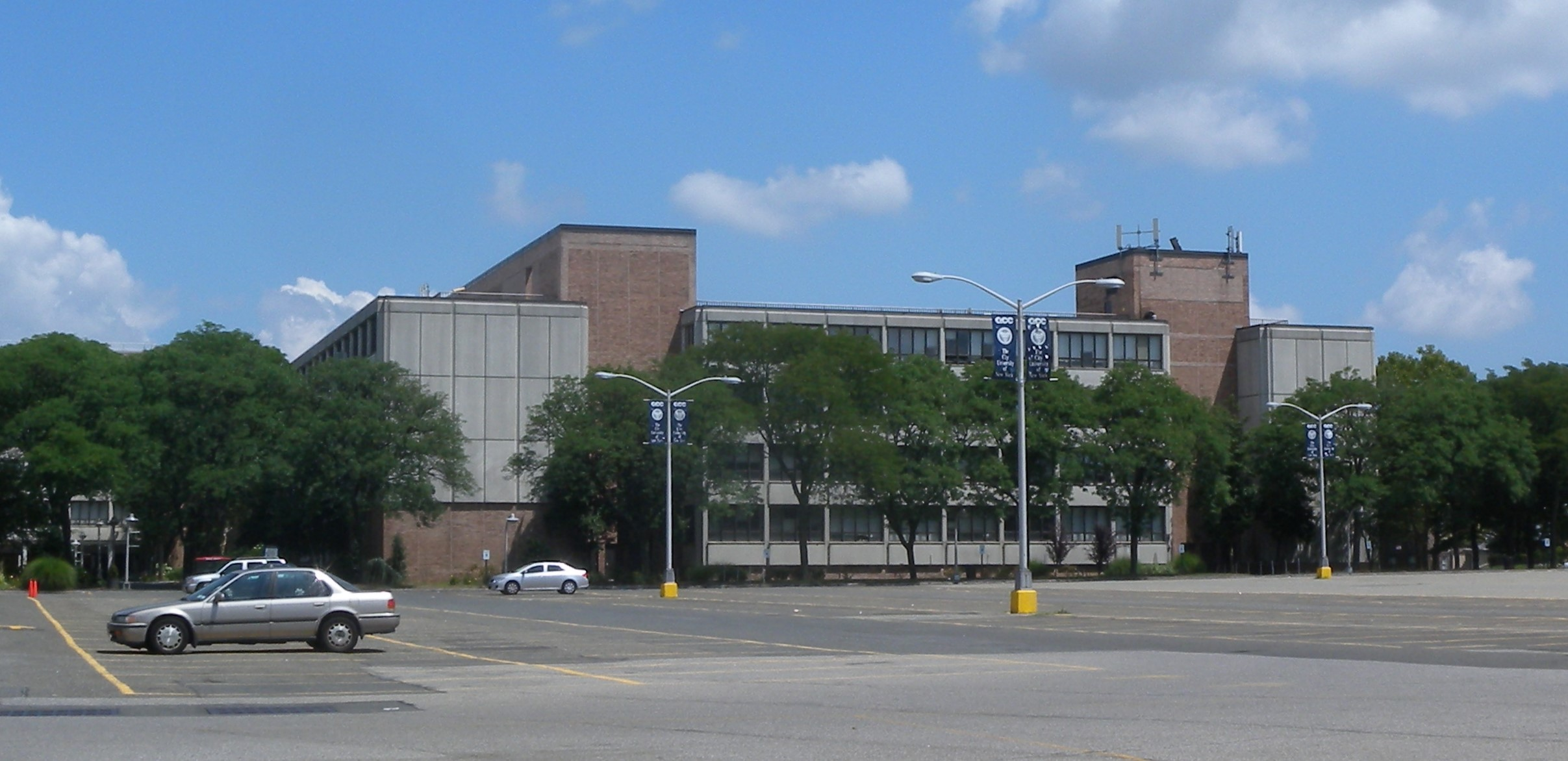

皇后社區學院占地37英亩，该地早年为奥克兰乡村俱乐部高尔夫球场。学校由10栋建筑组成，提供教学与课余活动。这包括了库普弗贝格犹太人大屠杀资料中心（Kupferberg Holocaust Resource Center and Archives）, 社區表演中心，QCC画廊。学校设有天文台。
校园及其周边资源与市郊居民区相辅相成。Q27公交车在学校有停靠站，Q30站点也设立在附近的495州际公路Horace Harding Expressway和 Springfield Boulevard 上.

## 学术委员会
根据章程规定，“学术委员会为纽约市立大学皇后社區學院负责，所有事务都应交由其来处理...”

## 学位
- 文科副学士 (AA)
- 理科副学士 (AS)
- 应用技术副学士 (AAS)
- 专业认证

## 脚注
1. ↑  About Community College